# Tiztoutine
Tiztoutine (Tamazight: ⵜⵉⵣⴹⵓⴹⵉⵏ) is een stad gelegen in het Rifgebergte, in het noordoosten van Marokko.
Tiztoutine behoort tot de provincie Nador en de regio Oriental. Volgens de telling van 2024 heeft het een bevolking van 9.349 inwoners. De stad staat in verbinding met een autoweg richting Nador. De inwoners van Tizoutine zijn Riffijnen en behoren tot de stam Ait Bouyahyi.

## Geografie en infrastructuur
Tiztoutine ligt op ongeveer 223 meter hoogte en wordt omgeven door heuvelachtig en bergachtig terrein. De ligging in het Rifgebied zorgt voor een gematigd mediterraan klimaat. De stad is bereikbaar via regionale wegen die de verbinding vormen tussen omliggende steden en dorpen. Er zijn basisscholen, winkels, en een wekelijkse markt (souk) waar goederen worden verkocht of geruild.

## Geschiedenis
Tijdens de Spaanse aanwezigheid in het noorden van Marokko stond Tiztoutine bekend als El Batel. In die tijd bevonden zich in de stad een militaire kazerne en een goederenstation. De stad heeft zich oorspronkelijk ontwikkeld rond de lokale markt, waar ruilhandel een belangrijke economische activiteit was. Deze vorm van handel komt nog steeds voor.

## Bevolking en cultuur
De bevolking bestaat hoofdzakelijk uit Amazigh (Berberse) gemeenschappen. De meest gesproken talen zijn Tamazight en Marokkaans Arabisch. Traditionele kleding en gebruiken worden nog steeds in ere gehouden, vooral tijdens religieuze en culturele evenementen. Veel inwoners hebben familieleden die in Europa wonen, vooral in Nederland, België en Frankrijk.

## Economie
De economie van Tiztoutine is voornamelijk gebaseerd op landbouw, veeteelt en kleine handel. De markt speelt een centrale rol in het dagelijkse leven van de inwoners. Daarnaast zijn er inkomsten vanuit migranten die geld sturen naar hun familie in de regio.
Tiztoutine is een kleine maar historische stad in het Rifgebied met sterke lokale tradities en een groeiende infrastructuur. De ligging tussen belangrijke plaatsen als Nador en Driouch maakt het een belangrijk knooppunt in de regio Oriental. Dankzij zijn geografische ligging, culturele identiteit en geschiedenis speelt de stad een bescheiden maar stabiele rol in de ontwikkeling van het noordoosten van Marokko.